# حمله با چاقو به افسران پلیس بروکسل در ۲۰۱۶
در ۵ اکتبر ۲۰۱۶، سه افسر پلیس در محله شئربئک در بروکسل، بلژیک توسط مردی که قمه داشت، مورد حمله قرار گرفتند. دو نفر از آنها از ناحیه چاقو زخم شدند، در حالی که نفر سوم مورد تعرض جسمی قرار گرفت اما آسیب ندید. مهاجم، یک شهروند بلژیکی به نام «هیچام دیوپ»، به اتهام «اقدام به قتل مرتبط با تروریسم» و «شرکت در یک گروه تروریستی» دستگیر و متهم شد.
او به پلیس گفت که برادرش نیز در این ماجرا دخیل بوده، برادرو او «ابوباکر دیوپ» نیز دستگیر شد.

## زمینه
پیش از این چاقوکشی، شهرهای شئربئک و محله نزدیک سن-ژان-مولنبیک قبلاً به "کانون جهادگرایی " در بروکسل معروف شده بودند. این شهر محل زندگی عاملین حملات مارس ۲۰۱۶ بروکسل و برخی از عاملان حملات نوامبر ۲۰۱۵ پاریس بود. شئربئک مثل خانه ای برای مظنونین بود که آنان را به فرودگاه بروکسل می‌رساند. پلیس به شهر شئربئک حمله کردند و یک بمب ناخن به ۱۵ کیلوگرم (۳۳ پوند) پروکسید استون، هیدروژن پراکسید و پرچم داعش پیدا کردند. آنها در داخل یک ظرف زباله در نزدیکی محله، یک کامپیوتر متعلق به ابراهیم ال باکراوی را یافتند که گمان می‌رود بمب‌گذاری انتحاری را به همراه برادرش انجام داده‌است.
این چاقوکشی تقریباً دو ماه پس از حمله با چاقو به افسران پلیس در شارلروآ رخ داد که در آن یک شهروند الجزایری دو افسر پلیس را چاقو زد؛ و تقریباً یک ماه پس از حمله مشابه دیگری در نزدیکی سن-ژان-مولنبیک، که در آن مردی از آفریقای شمالی دو افسر پلیس را به شدت زخمی کرد. در زمان ضربات چاقو، بروکسل در حالت آماده باش بالایی قرار داشت.
داعش از رسانه‌های اجتماعی برای القا هواداران در کشورهای غربی برای هدف قرار دادن پلیس و سربازان استفاده کرده‌است. چون از نظر داعش آنان نماینده دولت هستند
این حمله یکی از مجموعه حملات به افسران پلیس بلژیک در سال ۲۰۱۶ بود، در سال ۲۰۱۶ حملات مشابه ای از جمله ضربات چاقو به دو افسر در ۷ سپتامبر در مولنبیک و حمله با چاقو به افسران پلیس در ۶ اوت ۲۰۱۶ رخ داده بود. کریستوفر دیکی این حمله را بخشی از یک الگوی حملات جهادی توصیف می‌کند که از ۲۰۱۴ در اروپا تکرار می‌شود، در این الگو «حملات کوچک و خنثی شده به وقوع می‌پیوندد، سپس به صورت ناگهانی یک یا دو حمله با تلفات زیاد انجام می‌دهند».
این حمله در حالی رخ داد که اجلاس سران جهان در بروکسل برای گفتگو در مورد افغانستان برگزار شده بود و وزیر امور خارجه وقت آمریکا جان کری حضور داشت.

## حمله
گزارش شد که این حمله هنگام بررسی هویت یک فرد در بلوار لمبرمونت توسط پلیس، یک جاده اصلی شلوغ در شئربئک رخ داده‌است. مردی مسلح به قمه، به دنبال دو افسر پلیس رفت. یکی از ناحیه معده و دیگری از ناحیه گردن چاقو خورد، اما هیچ‌یک از آنها به شدت آسیب ندیدند. پس از آن، مهاجم از صحنه فرار کرد، اما با افسر سوم در همان نزدیکی روبرو شد و درگیری خشونت‌آمیزی بین آن دو رخ داد، دیوپ، یک مشت زن حرفه ای سابق، افسر را با شلختگی از پای درآورد و بینی او را خرد کرد. سپس افسر با یک ضربه به پای مهاجم شلیک و وی را زخمی کرد. به گفته یک شاهد عینی، مهاجم پس از اصابت گلوله به عربی چیزی فریاد زد.

## مهاجم
مظنون، هیچام دیوپ (۴۳ ساله)، در ابتدا با عنوان Hicham D توسط پلیس و رسانه‌ها شناسایی شد. طبق رسانه‌های بلژیکی، وی یک بوکسر سابق و پیشکسوت ارتش بلژیک ۴۳ ساله بود که در سال ۲۰۰۹ مرخص شد و قبلاً توسط پلیس و سرویس‌های امنیتی به دلیل تماسش با اسلام گرایان افراطی، شناخته شده بود. گفته می‌شود که او با جهادی‌هایی که به سوریه سفر کرده‌اند ارتباط دارد. دیوپ که یک مرد متأهل و دارای فرزندان خردسال بود، یک بار برای یک کرسی در پارلمان منطقه ایستاد اما در انتخابات شکست خورد. منزل وی توسط پلیس بلژیک مورد بازرسی قرار گرفت اما هیچ اسلحه ای کشف نکرد.
سخنگوی دادستان فدرال گفت «دلیلی وجود دارد که معتقد باشیم [ضربات چاقو] مربوط به ترور است»، اما در ابتدا توضیح بیشتری نداد. هیچام دی به اتهام اقدام به ترور مرتبط با تروریسم و شرکت در یک گروه تروریستی متهم شد. ابوبکر دیوپ، برادر ۴۶ ساله وی نیز دستگیر و به اتهام شرکت در یک گروه تروریستی متهم شد.
در سال ۲۰۱۱، ابوباکر و هیچام در یک حادثه مربوط به خودروی پلیس رسمی یک افسر امنیتی شرکت داشتند.
همچنین در سال ۲۰۱۵، برادران به دلیل جنگ در یک حادثه مربوط به آتش‌سوزی به یک محافظ امنیتی کینپولیس دستگیر شدند. دفاعیات آنان نوشته بود که این حادثه یک نزاع خانوادگی بود که سال‌ها پیش در سنگال رخ داد.
هیچام دیوپ نامزد انتخابات در لیست یک حزب اسلام‌گرا بود.
این برادران بخشی از خانواده ای هستند که از سنگال به بلژیک مهاجرت کرده‌اند. هیچام کیک‌بوکسینگ بود.

## روند قانونی

### هیچام دیوپ
هیچام دیوپ به «تلاش برای قتل در یک زمینه تروریستی»، «حمله عمدی»، «نقض قوانین اسلحه» و «شورش مسلحانه» متهم شد. به گفته پلیس بلژیک، هیچام هنگام بازجویی اظهارات مربوط به تروریسم را بیان کرد. پلیس به دلیل ارتباط وی با افراط گرایان اسلامی هیچام را می‌شناخت.
مجموعه دیگری از اتهامات در ژوئن ۲۰۱۷ برای تهدید به مرگ دو افسر هنگام انتقال وی به ایستگاه پلیس پس از دستگیری برای حمله در اکتبر ۲۰۱۶ تشکیل شد.
در سپتامبر ۲۰۱۷، یک دادستان فدرال خواست که دیوپ به ۱۵ سال زندان محکوم شود.

### ابوبکر دیوپ
ابوباکر دیوپ، متولد ۱۹۷۰، یک تبعه بلژیکی به «شرکت در فعالیت‌های یک گروه تروریستی» متهم شد.

## واکنش‌ها
یان ژامبون، وزیر کشور بلژیک با انتشار توئیتی پس از حمله، حمایت خود را از افسران پلیس در شئربئک ابراز کرد.
دونالد ترامپ در یک سخنرانی در فوریه ۲۰۱۷ اظهار داشت که رسانه‌ها گزارشی از حملات تروریستی نمی‌دهند. بعداً در همان روز، دولت ترامپ این حمله ضربات چاقو را در لیستی از ۷۸ حمله قرار داد که به گفته وی «کم گزارش شده» است. مشخص نبود منظور از «گزارش کم» یا معیارهای تهیه لیست چه بود. سازمان‌های خبری اظهار داشتند که آنها در واقع اکثر حوادث این لیست را پوشش داده‌اند و برخی از آنها به طور گسترده. وبسایت Politifact ادعای دونالد ترامپ را نادرست ارزیابی کرد.